# 向井万起男
向井 万起男（むかい まきお、1947年〈昭和22年〉6月24日 - ）は、日本の医学者（医学博士）、エッセイスト。専門は病理学。日本人初の女性飛行士、向井千秋の夫として知られる。

## 人物
おかっぱ頭と口ひげの風貌でも知られる。本業は腫瘍病理を専門とする病理医であり、慶應義塾大学医学部准教授、慶應義塾大学病院病理診断部長を歴任。2013年3月末で慶應大学を定年退職。
自称「世界一メジャーリーグに詳しい病理医」として、朝日新聞夕刊にコラムを連載している。週刊現代でもコラムを連載。2009年に第25回講談社エッセイ賞受賞。

### 生い立ち
幼い頃から大の野球好きであり、野球全般、特にメジャーリーグに関する知識が豊富。慶應義塾普通部、慶應義塾高等学校を経て、慶應義塾大学医学部医学科卒業。1988年に博士論文「大動脈用一時的バイパスチューブの抗血栓性および血行動態に関する研究」を慶應義塾大学へ提出し医学博士の学位を取得。慶應義塾大学医学部病理学教室病理診断部助手・准教授 兼 病理診断部長を歴任。

### 妻・向井千秋
1986年（昭和61年）10月、慶應義塾大学の同僚で心臓外科医だった内藤千秋と結婚したが、千秋は後に日本初の女性宇宙飛行士となった。2人の出会い、闊達な千秋の性格と2人の暮らし、知られざる宇宙飛行士の訓練の模様、千秋の宇宙への出発などのエピソードについては、向井万起男の著書、『君について行こう』『女房が宇宙を飛んだ』に詳しい。

### 医療事故訴訟
慶應義塾大学病院で2003年（平成15年）8月に、子宮腫瘍と診断された千葉県在住の女性について、この女性を担当していた、同病院の担当医（慶應義塾大学医学部助手）や向井は、「良性の偽肉腫」と診断した上、同年9月に学会にも報告していた。ところが、この女性は翌年2004年（平成16年）10月に大量出血に見舞われ、緊急手術を受けたが、肉腫が腹部にも転移し手遅れの状態となっており、同年12月死亡した。女性の両親は、「担当医らの誤診が原因」として、大学側に損害賠償を求め千葉地裁松戸支部に提訴した。両親側は「早期の子宮摘出を行っていれば助かる見込みがあった」と訴えている。一方、病院側は「過失はない」と反論しており、係争中である。

## 著作
- 『君について行こう―女房は宇宙をめざした』 講談社、1995年、ISBN 4-06-207785-X、ISBN 978-4-06-207785-9。
  - 文庫版『君について行こう〈上〉女房は宇宙をめざす』 講談社、1998年、ISBN 4-06-256277-4、ISBN 978-4-06-256277-5。
  - 文庫版『君について行こう〈下〉女房と宇宙飛行士たち』 講談社、1998年、ISBN 4-06-256278-2、ISBN 978-4-06-256278-2。
- 『女房が宇宙を飛んだ』 講談社、1998年、ISBN 4-06-209315-4、ISBN 978-4-06-209315-6。
  - 文庫版『続・君について行こう 女房が宇宙を飛んだ』 講談社、2002年、ISBN 4-06-256686-9、ISBN 978-4-06-256686-5。
- 『ハードボイルドに生きるのだ』 講談社、2003年、ISBN 4-06-211774-6、ISBN 978-4-06-211774-6。
  - 文庫版『ハードボイルドに生きるのだ』 講談社、2006年、ISBN 4-06-281062-X、ISBN 978-4-06-281062-3。
- 『愛人の数と本妻の立場―ヤワラカアタマ入門』 講談社、2005年 ISBN 4-06-213130-7、ISBN 978-4-06-213130-8。
- 『謎の1セント硬貨　真実は細部に宿る in USA』 講談社、2009年、ISBN 978-4-06-215268-6。
  - 2009年、第25回講談社エッセイ賞受賞。

## 翻訳
- バーバラ・アン・キプファー 『4001の願い』 向井千秋・向井万起男訳、文藝春秋、2002年、ISBN 4-16-358440-4、ISBN 978-4-16-358440-9。